# Dragon Quest X
Dragon Quest X (ドラゴンクエストX 目覚めし五つの種族 オンライン, 'Doragon Kuesuto Ten: Mezameshi Itsutsu no Shuzoku Onrain', lit. "Dragon Quest X: El Despertar de las Cinco Tribus Online") (ドラゴンクエストX 目覚めし五つの種族 オンライン, Doragon Kuesuto Tingues: Mezameshi Itsutsu no Shuzoku Onrain?, lit. "Dragon Quest X: El Despertar de les Cinc Tribus Online") és un MMORPG desenvolupat i publicat per Square Enix originalment per a les consoles Wii i Wii U, amb adaptacions posteriors per Microsoft Windows, Nintendo Switch i PlayStation 4. És el desè lliurament de l'aclamada sèrie Dragon Quest i ha estat denominada "El lliurament de major perfil per part de tercers per la Wii" per Nintendo Power.

## Jugabilitat
Dragon Quest X només pot ser jugat offline unes poques hores i posteriorment es necessita accés a internet per gaudir d'una experiència completa. És necessari pagar una quota mensual per accedir al servei on-line.

## Desenvolupament
Des del primer anunci d'aquest joc, el president de Nintendo al Japó, Satoru Iwata va comparar la saga Dragon Quest amb la saga Brain Age, que ha estat vista en l'oest com invendible, i va declarar que li agradaria treballar més de prop amb Square Enix per augmentar el nivell de venda de la sèrie. L'agost de 2009, Dragon Quest X va aconseguir el primer lloc en la llista de Famitsu dels jocs més esperats. A principis de setembre de 2011, es va anunciar que el joc seria llançat tant com per Wii com per Wii U. El joc passa a formar part del gènere MMORPG, amb diverses races i personalització de personatges per als jugadors. La versió de Wii U posseeix una major potència gràfica.